# Clara Perez-Adamson
Clara Perez-Adamson   (Caracas) és una actriu de teatre i de cinema veneçolana.
Va ser criada a Caracas; Charlotte, Vermont (EUA); i Lincolnshire (Anglaterra). Pérez es va formar com a Webber Douglas Academy de Londres.  Ha fet aparicions en un total de 5 pel·lícules i 2 sèries de televisió, en 3 episodis.

## Filmografia
| Any  | Títol                             | Paper                   |
| ---- | --------------------------------- | ----------------------- |
| 2005 | Eva                               | Eva                     |
| 2005 | Sea of Souls (sèrie de televisió) | Maria (en dos episodis) |
| 2006 | Heroes and Villains               | Jessica                 |
| 2006 | Running Scared                    | Conchita                |
| 2008 | The Bill                          | Consuela Perez          |
| 2009 | 2 Graves                          | Cherry                  |
| 2015 | Christmas Eve                     | Amelia                  |